# Spend (The Walking Dead)
"Spend" là tập thứ mười bốn trong Phần 5 của series phim truyền hình The Walking Dead. Tập phim được phát sóng trên kênh AMC của Mỹ vào ngày 15 tháng 3 năm 2015. Khi phát sóng, tập phim đã được 13,781 triệu người xem trong đó có 7,0 triệu người từ 18-49 tuổi.

## Nội dung tập
Tập phim bắt đầu bằng cảnh cha xứ Gabriel vẫn đang chìm trong sự dày vò lương tâm. Ông nhìn thấy một giỏ dâu tây do một người phụ nữ tên Rosemary tặng, kèm theo đó là dòng chữ cảm ông đã đến với cộng đồng Alexandria. Gabriel bỗng xé dần từng tờ giấy trong quyển kinh thánh của mình.
Noah hẹn gặp mặt vào buổi sáng sớm với Reg - chồng của Deanna và cũng là người đã xây dựng nên bức tường bao bọc Alexandria. Noah bày tỏ nguyện vọng muốn được ông truyền dạy kinh nghiệm về kiến trúc cho mình để sau này cậu có thể giúp xây dựng cộng đồng phát triển. Reg đồng ý và tặng Noah một cuốn sổ tay để cậu có thể bắt đầu ghi chép về những dự định của mình.
Tại nhà, Abraham tỉnh dậy rửa mặt để chuẩn bị đi làm cùng đội xây dựng của cộng đồng trong khi Rosita vẫn đang nằm ngủ trên giường.
Hệ thống điện tại Alexandria đã bị sập, vậy nên một nhóm bao gồm Aiden, Nicholas, Glenn, Tara và Noah đã được cử ra ngoài để tìm máy chuyển đổi dòng điện. Eugene không muốn đi, nhưng họ yêu cầu anh phải đi cùng để tìm chính xác được chiếc máy cần tìm. Eugene đành lưỡng lự chấp nhận và cầm khẩu súng được Noah đưa cho. Aiden chào tạm biệt bố mẹ mình trước khi cùng cả nhóm lên xe và rời khỏi.
Trong khi đó, Rick đi ngang qua gara nhà Jessie thì thấy cô đang dọn dẹp mô hình con cú đã bị ai đó phá hỏng. Rick nói rằng anh sẽ tìm hiểu xem ai đã làm việc này mặc cho Jessie nói rằng đó không phải vấn đề to tát.
Đến được kho hàng có thứ cần tìm, Aiden cho rằng họ nên nhanh chóng vào bên trong lấy thứ đó ra và rời khỏi, nhưng Glenn cho rằng đó là ý tưởng tồi, họ cần phải thăm dò xung quanh để tìm xem có đường thoát dự phòng nào không phòng khi rắc rối xảy ra. Một con walker xuất hiện và Noah nhanh chóng giơ súng lên bắn chết nó ngay từ phát đạn đầu tiên. 6 người bọn họ tách thành 3 cặp để đi thăm dò xung quanh.
Eugene đi cùng Tara và một lần nữa nhắc lại về việc lẽ ra anh ta không nên đi cùng họ ra ngoài đây. Tara khuyên Eugene rằng đã đến lúc anh cần phải giúp sức cho mọi người bằng cách tham gia bằng công việc chung này rồi, nhưng Eugene cho rằng "việc chung" anh đã làm chính là gợi ý cho nhóm Rick đến Washington. Nếu không nhờ ý tưởng của Eugene, nhóm họ giờ này có lẽ đã chẳng ở Alexandria. Glenn và Noah đi cùng nhau. Glenn khen ngợi Noah về phát súng lúc nãy. Họ đi vòng ra sân sau của khu nhà và nhìn thấy rất nhiều xác sống đang ở đó.
Sau khi đã thăm dò xong, 6 người họ cùng tập hợp lại và vào bên trong kho hàng. Nhờ vào kinh nghiệm của Glenn, họ phát hiện ra khoảng một tá xác sống bị mắc kẹt đằng sau một hàng rào. Bất ngờ, một con xác sống trong bộ đồ chống bạo động tiến dần về phía Aiden, khiến anh ta hoảng loạn và bắn liên tục vào nó. Glenn nhìn thấy trên người con walker có một quả bom và hét lên bảo Aiden dừng lại. Nhưng đã quá muộn, Aiden đã bắn trúng và làm quả bom phát nổ. Vụ nổ khiến Tara bị trọng thương và bất tỉnh trong khi Aiden bị mắc kẹt với 2 thanh sắt xuyên qua vai và bụng. Những con xác sống đằng sau hàng rào đã thoát được ra ngoài và bắt đầu tiến về phía họ. Nicholas cho rằng Aiden đã chết và tất cả bọn họ liền quay ra xem xét tình hình của Tara. Eugene suýt chút nữa bị giết chết bởi một xác sống nhưng may mắn được Glenn và Noah cứu mạng.
Trong khi đó tại nhà, Carol nghe thấy tiếng động lạ ở tầng dưới. Cô đi xuống mở một cánh cửa ra và nhìn thấy Sam đang ở bên trong. Cậu bé nói rằng muốn ăn thêm bánh quy do Carol làm nhưng bị từ chối. Khi Sam nói rằng vậy liệu Carol có thể chỉ cách làm để sau này cậu sẽ tự làm được không, Carol liền lạnh lùng đẩy Sam ra khỏi nhà và bảo cậu bé đi trộm một ít chocolate từ chỗ của Olivia, nếu không cô sẽ không dạy cậu bé làm bánh.
Khi tạm đưa Tara vào một căn phòng để xem xét tình hình của cô, nhóm Glenn bỗng nghe thấy tiếng kêu cứu của Aiden và biết được rằng anh ta vẫn còn sống. Eugene liền bảo Glenn, Noah và Nicholas ra cứu Aiden trong khi anh sẽ bảo vệ Tara.
Abraham vẫn đang làm việc cùng đội xây dựng do Tobin đứng đầu trong quá trình mở rộng bức tường bao quanh cộng đồng. Khi đang lấy một số nguyên liệu từ một công trường gần đó, họ bị khá nhiều xác sống tới tấn công. Trong lúc mọi người xả súng về đám walker để tự vệ, một cô gái tên Francine đã bị ngã xuống từ chỗ đang đứng trên cao và không thể chạy được do bị chấn thương chân. Tobin định bỏ mặc cô ấy, nhưng Abraham vội vàng chạy đến cứu mạng Francine. Sau đó, Abraham và Francine cùng phối hợp giết chết đám xác sống trước sự kinh ngạc của những người còn lại trong đội xây dựng.
Chồng của Jessie - Pete trong tình trạng say khướt gõ cửa nhà Rick và mời anh uống bia cùng nhưng Rick ngại ngần từ chối. Pete bày tỏ sự đồng cảm với Rick khi biết anh mất vợ mình. Sau đó Pete ngỏ ý mời Rick đưa Carl và Judith đến kiểm tra sức khỏe ở chỗ anh một lần nữa. Cuối cùng Pete vỗ vai Rick và nói rằng hy vọng họ có thể trở thành bạn trước khi rời khỏi.
Do Aiden đã bị mắc kẹt vào những thanh sắt, cộng thêm việc những xác sống đang ngày một tiến đến gần, Nicholas quyết định bỏ mặc Aiden và bỏ chạy. Aiden thì thầm những lời cuối với Glenn rằng trước đây anh ta và Nicholas đã hoảng loạn khi thấy xác sống và bỏ mặc cho 4 người trong nhóm chết. Glenn cố cứu Aiden nhưng cũng bị Noah kéo chạy theo trước khi đám xác sống ập tới và xé xác Aiden. Trong khi đó, Eugene vác Tara trên vai mình và chạy ra lối thoát, vừa đi anh vừa bắn những xác sống ngáng đường. Eugene cuối cùng cũng đưa Tara đã được chỗ xe đang đậu.
Sau khi đã xử được hết đám xác sống tại công trường, Abraham liền giận dữ hỏi Tobin rằng vì sao anh ta lại định bỏ mặc cho Francine chết. Mặc cho Tobin cố giải thích, Francine lao tới đấm vào mặt anh ta. Cuối cùng, cả đội xây dựng tiếp tục công việc dưới sự chỉ đạo của Abraham.
Khi Nicholas, Glenn và Noah đang bị mắc kẹt ở một cánh cửa quay vòng có hàng loạt xác sống đang vây quanh. Eugene dùng xe đi tới gần và bật nhạc to hết cỡ để dụ đám xác sống phía ngoài cánh cửa rời khỏi. Do Glenn và Noah đang ở cánh cửa đối diện với Nicholas nên để thoát khỏi đám xác sống đòi hỏi họ phải phối hợp cùng nhau. Mặc cho đề nghị của Glenn rằng hãy giữ cố định cánh cửa để anh đập vỡ cửa kính thoát ra ngoài, Nicholas nhanh chóng bị hoảng loạn và cố chạy thoát thân. Khi Nicholas thoát được khỏi cánh cửa quay vòng cũng là lúc Noah bị tóm bởi những xác sống phía bên trong. Glenn bàng hoàng chứng kiến cảnh Noah bị xé xác ngay trước mắt mình.
Sau khi chứng kiến việc xảy ra ở công trường, Tobin đi đến nhà của Deanna và bày tỏ nguyện vọng nhường vị trí lãnh đạo đội xây dựng của mình cho Abraham. Tobin cho rằng Abraham thực sự tài năng và có đủ tố chất dẫn dắt mọi người.
Trong lúc chờ Carol nướng bánh, Sam liền thắc mắc rằng vì sao cô ấy lại phải cần đến súng. Khi Carol trả lời rằng cô cần nó để bảo vệ bản thân, cậu bé liền nói rằng mình cũng muốn có một khẩu để bảo vệ, nhưng không phải cho mình. Mặc cho sự gặng hỏi của Carol rằng cậu bé cần súng cho ai, Sam không đáp lại và bỏ chạy.
Sau khi đã chạy trốn được, Nicholas chạy về phía xe mà Eugene đang lái định cướp xe để bỏ trốn. Glenn kịp thời chạy đến kéo anh ta ra khỏi xe và giáng 2 cú đấm thật mạnh vào mặt, khiến Nicholas bất tỉnh. Glenn bảo Eugene đặt Nicholas ra đằng sau xe rồi cùng lên đường trở về Alexandria để cấp cứu cho Tara.
Carol đến gõ cửa nhà Pete để hỏi thăm về Sam nhưng bị anh ta đáp lại một cách lạnh lòng. Khi Carol tiếp tục nói muốn gặp Jessie, Pete nói rằng đây không phải là thời điểm thích hợp rồi đóng cửa lại.
Cha xứ Gabriel đến để nói với Deanna về việc nhóm Rick là những con người nguy hiểm và không đáng tin, ông cho rằng họ không xứng đáng được sống trong cộng đồng này, rằng nhóm Rick có thể hủy hoại tất cả những gì mà Deanna đang cố gây dựng. Maggie đã tình cờ nghe lén được những lời cha xứ nói.
Carol quay trở về và nói với Rick rằng Pete đã đánh đập Jessie và có thể là cả Sam. Cô cho rằng không còn lựa chọn nào khác để giải quyết vấn đề này, rằng: "Anh sẽ phải giết anh ta" - Carol nói với Rick.

## Diễn viên

### Diễn viên chính
- Andrew Lincoln vai Rick Grimes
- Norman Reedus vai Daryl Dixon
- Steven Yeun vai Glenn Rhee
- Lauren Cohan vai Maggie Greene
- Chandler Riggs vai Carl Grimes*
- Danai Gurira vai Michonne*
- Melissa McBride vai Carol Peletier
- Michael Cudlitz vai Abraham Ford
- Sonequa Martin-Green vai Sasha Williams*
- Josh McDermitt vai Eugene Porter
- Christian Serratos vai Rosita Espinosa
- Alanna Masterson vai Tara Chambler
- Seth Gilliam vai Gabriel Stokes

### Diễn viên định kỳ
- Tovah Feldshuh vai Deanna Monroe
- Tyler James Williams vai Noah
- Alexandra Breckenridge vai Jessie Anderson
- Daniel Bonjour vai Aiden Monroe
- Jason Douglas vai Tobin

### Các diễn viên phụ khác
- Corey Brill vai Pete Anderson
- Steve Coulter vai Reg Monroe
- Major Dodson vai Sam Anderson
- Ted Huckabee vai Bruce
- Dahlia Legault vai Francine
- Michael Traynor vai Nicholas
- David Marshall Silverman vai Kent*

*Không xuất hiện trong tập này

## Cái chết trong tập
- Aiden Monroe
- Noah

## Đánh giá
"Spend" nhận được phản hồi vô cùng tích cực từ giới phê bình, đặc biệt là ở cách biên kịch xây dựng nên cái chết của nhân vật Noah. Matt Fowler từ trang IGN cho tập phim điểm 9.2 trên 10. Richard Rys từ tạp chí New York Magazine đưa ra nhận xét "Sau nhiều tập phim với bầu không khí khá yên bình, khán giả chúng ta đã được theo dõi một trong những tập hay nhất mùa phim này." Trang Rotten Tomatoes có 89% trong số 27 bài phê bình về "Spend" mang tính tích cực, cùng nhận định rằng tập phim đã "gạt bỏ đi hoàn toàn cảm giác an toàn mà khán giả lầm tưởng kể từ khi nhóm Rick đặt chân đến Alexandria bằng những cái chết vô cùng bất ngờ".

## Bên lề
- Lần đầu tiên xuất hiện của: Bruce, Francine.
- Chương trình Talking Dead tiết lộ rằng tên của 5 tập phim cuối của Phần 5 đều là các từ nằm trong một câu chuyện được Dale Horvath kể với nhóm Atlanta trong tập "Vatos" (Phần 1). Nguyên văn tiếng Anh: "I like what the father said to the son when he gave him a watch that had been handed down through generations. He said: "I give you a mausoleum of all hope and desire which will fit your individual needs, no better than it did mine and my father before me. I give it to you not that you may remember time, but that you may forget it. For a moment, now and then, and not spend all of your breath trying to conquer it." (Tạm dịch: "Tôi thích điều mà người cha ấy nói với con trai mình khi anh ta đặt vào tay thằng bé một chiếc đồng hồ đã được truyền qua nhiều thế hệ. Người cha nói: 'Cha tặng con một di vật tượng trưng cho tất cả những hy vọng và khát khao phù hợp với nhu cầu của riêng con, cũng như đối với cha và ông nội con trước đây. Cha tặng nó cho con không phải để con có thể ghi nhớ thời gian, mà là để đôi lúc con hãy quên đi nó. Để mà đôi khi, dù chỉ trong thoáng chốc, con không phải tiêu tốn hơi sức mà cố gắng chế ngự thời gian").
- Cảnh Noah bị xác sống ăn thịt đã sử dụng hình nhân thế mạng, nam diễn viên Tyler James Williams đã phải ngồi yên với cùng một tư thế và cùng một nét mặt suốt 1 tiếng để tạo nên hình nhân này.
- Với cái chết của Noah, không còn nhân vật nào đến từ bệnh viện Grady Memorial có số phận rõ ràng là còn sống.
- Đã 21 tập phim trôi qua kể từ lần cuối Daryl được cưỡi một chiếc mô-tô. Tập phim này đồng thời cũng đánh dấu lần đầu tiên Daryl trở thành người chiêu mộ thành viên cho Alexandria, thay thế vị trí của Eric Raleigh.
- Công trường nơi nhóm của Abraham làm việc thực tế được dựng tại phim trường trước đây của nhà tù. Một số vệt cháy đen có thể nhìn thấy là hậu quả còn sót lại từ cảnh quay tấn công nhà tù của quân The Governor.
- Khi nói chuyện với Glenn, Noah tiết lộ rằng đã 1 tuần trôi qua kể từ những sự kiện diễn ra trong tập "Remember".
- Chiếc xe mà nhóm của Glenn sử dụng được lấy cảm hứng từ chiếc xe nhóm Rick tìm thấy trong Chương 61 của truyện tranh.
- Bài hát được sử dụng trong tập này là "Internet Friends" của Knife Party.